# Чаун, Анастасия Эдуардовна
Анастаси́я Эдуа́рдовна Ча́ун (р. 11 сентября 1988, Москва) — российская пловчиха, чемпионка Европы 2010 года на дистанции 200 м брасс в длинной и короткой воде.

## Спортивная карьера
Анастасия родилась в спортивной семье: дедушка Георгий Лезин — заслуженный мастер спорта СССР по водному поло и бронзовый призёр Олимпийских игр 1956 в Мельбурне, мама — мастер спорта по водному поло и чемпионка СССР 1983, папа — мастер спорта международного класса (плавал баттерфляем). Несмотря на это плавать Анастасия начала очень поздно, в 12 лет, а серьёзно тренироваться — в 14. Поэтому неудивительно, что и на международных стартах она дебютировала тоже поздно.
Так Чемпионат Европы 2010 года в Будапеште стал для спортсменки всего лишь вторым международным стартом в её карьере, что, впрочем, не помешало ей выиграть. Чаун, которая показала лучшее время по итогам полуфиналов, в финальном заплыве поначалу держалась в тени, но на второй половине дистанции прибавила и финишным спуртом отпраздновала уверенную победу. Спортсменка преодолела 200-метровую дистанцию за 2 минуты 23,50 секунды, с новым рекордом чемпионата Европы.

## Награды и звания
- Мастер спорта России международного класса (2009)[6]
- Заслуженный мастер спорта России (2012)[7]

## Семья
- Дед по матери — Георгий Александрович Лезин (1931—2015), советский ватерполист. Бронзовый призёр Олимпийских игр 1956 года в Мельбурне. Заслуженный мастер спорта СССР.
- Родители:
  - Отец — Эдуард Юрьевич Чаун (р. 1963), советский пловец, российский тренер по плаванию. Мастер спорта СССР международного класса, Заслуженный тренер России. Личный тренер Анастасии Чаун.
  - Мать — Елена Георгиевна Чаун (урождённая Лезина; р. 1962), советская и российская ватерполистка, тренер по плаванию. Мастер спорта СССР. Чемпион СССР по водному поло (1983).
- Сестра — Валерия Эдуардовна Чаун (р. 1990), российская пловчиха, детский тренер по плаванию.
- Брат — Антон Эдуардович Чаун (р. 1992), российский пловец. Мастер спорта России.
- Муж — Артём Александрович Кучерук (р. 1984), предприниматель, спортсмен.
  - Сын — Дмитрий Артёмович Кучерук (р. 2015).
  - Сын — Артём Артёмович Кучерук (р. 2017).
  - Дочь — Анна Артёмовна Кучерук (р. 2021).

### Интервью
- Домарёва Инна. Медаль за город Будапешт // Аргументы недели. — № 33 (223). — 2010. — 26 августа.
- Марьянчик Н. Чемпионка Европы Анастасия Чаун: Пропущу Шанхай из-за РУСАДА! // Советский спорт. — № 122 (18464). — 2011. — 20 июля.
- Юрченко Дарья. Анастасия Чаун: «В детстве мечтала быть балериной» // Спортдиалог.ru. — 2012. — Февраль.

### Статьи
- Филимонов Кирилл. «Мы постоянно жалуемся на антидопинговую организацию»: [Интервью с Андреем Воронцовым] // Радио Свобода. — 2011. — 20 июля.

## Видеоматериалы
- Россиянка Анастасия Чаун завоевала золото Чемпионата Европы на дистанции 200 метров брассом — 1tv.ru
- Анастасия Чаун о себе и своей победе Видео